# برتوس بیفکیک
برتوس بیفکیک (انگلیسی: Brutus Beefcake؛ زادهٔ ۲۱ آوریل ۱۹۵۷) کشتی‌گیر کشتی حرفه‌ای اهل ایالات متحده آمریکا است.
وی همچنین برندهٔ جوایزی همچون تالار شهرت دبلیو دبلیو ای شده‌است.